# 显德府
显德府為遠東地區中世紀古國渤海国五都之一，稱中京，下领七州（卢州、顯州、鐵州、湯州、榮州、興州、涑州独奏州）。現有遺址位於中華人民共和國吉林省延邊朝鮮族自治州和龙市西城镇。

## 相关
- 渤海國行政區劃
- 渤海中京城遗址